# Colom de les Palau
El colom de les Palau (Pampusana canifrons, antigament Gallicolumba canifrons i Alopecoenas canifrons) és una espècie d'ocell de la família dels colúmbids (Columbidae). Habita els boscos de les illes Palau.
El fort bombargeig de les illes Palau durant la Segona Guerra Mundial gairebé portaren l'espècie a la extinció, però la seva població es pogué recuperar el suficient per sortir de la llista d'espècies en perill del Servei de Pesca i Fauna Salvatge dels Estats Units el 1985.